# Lucky 13
Lucky 13 é um filme de 2003, do gênero comédia romântica, dirigido por Chris Hall e estrelado por Brad Hunt, Harland Williams e Lauren Graham. Debra Jo Rupp, Kaley Cuoco e Amanda Detmer também fizeram aparições notáveis durante a trama.

## Premissa
O filme nos mostra a história de Zach Baker, e sua jornada para reencontrar todas as mulheres com quem teve experiências passadas, para então descobrir como seria o encontro perfeito na opinião delas, o que poderia ajudar quando este fosse ao encontro de Abbey, sua amiga de longa data, por quem ele estava agora apaixonado e achava ser a garota de seus sonhos. O nome do filme vem do fato de Abbey ser o encontro de nº 13 de Baker, e conforme espera-se, o mais "abençoado" de todos.

## Elenco
- Brad Hunt .... Zach Baker
- Harland Williams .... Bleckman
- Lauren Graham .... Abbey
- Sasha Alexander .... Susie
- John Doe .... Sr. Baker
- Debra Jo Rupp .... Sra. Baker
- Kaley Cuoco .... Sarah Baker